# 神学家圣约翰修道院
37°18′33.08″N 26°32′52.99″E / 37.3091889°N 26.5480528°E
神学家圣约翰修道院是一座希腊正教会的修道院，1088年兴建于爱琴海上的拔摩岛。1999年，联合国教科文组织将其列为世界遗产。它建在《启示录》的作者拔摩岛的约翰看见异象的山洞——启示录洞，天主教和东正教都将那里尊为圣地。

## 历史
1088年，拜占庭皇帝阿历克塞一世将帕特莫斯岛赠给军中司祭约翰·赫里斯托祖卢（soldier-priest John Christodoulos）。3年后，赫里斯托建成大型修道院。修道院外部戒备森严，因为面临海盗和塞尔柱土耳其人的威胁。